# Ранголи

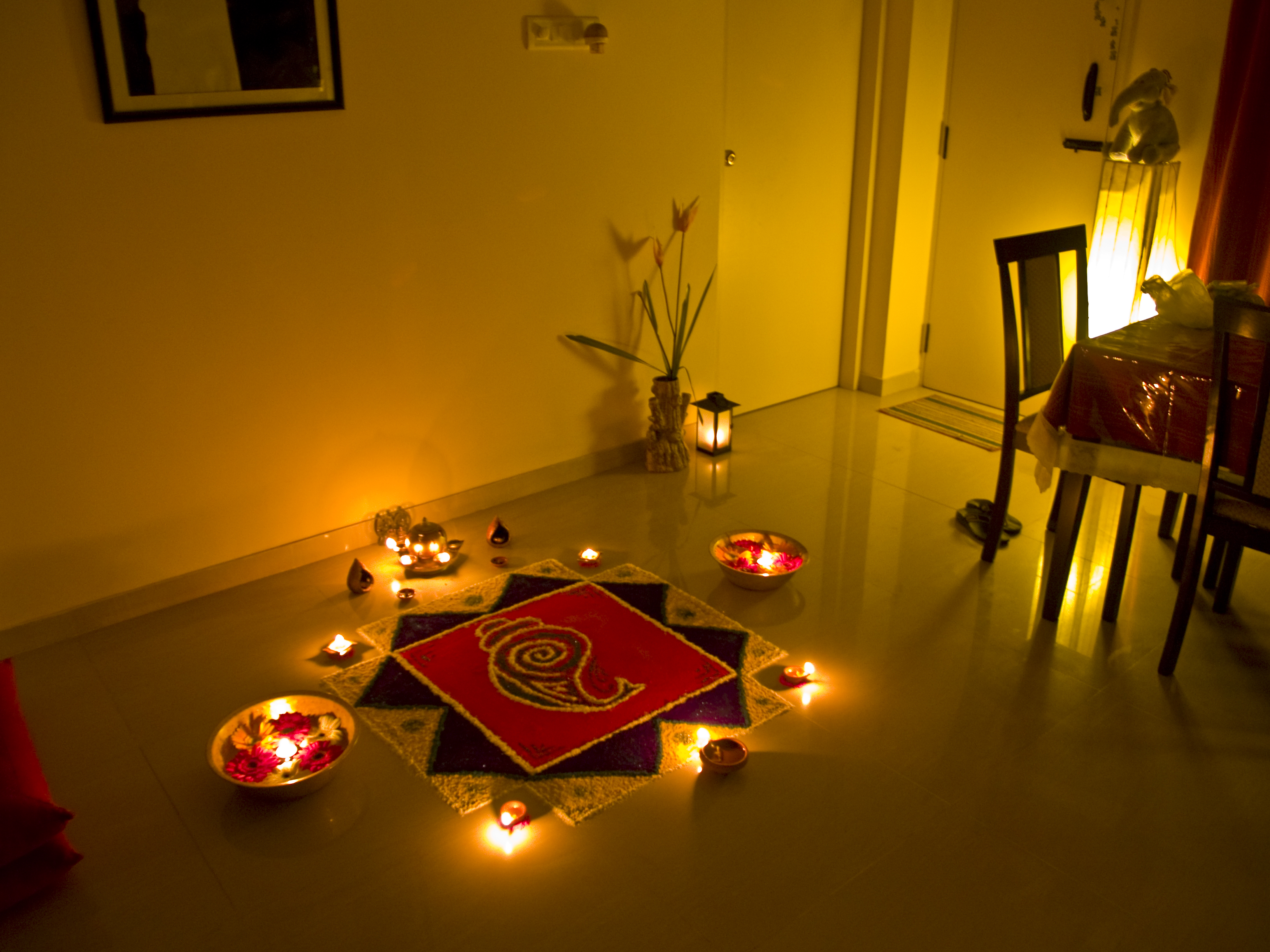
Ранголи окрашены по случаю праздника Дивали

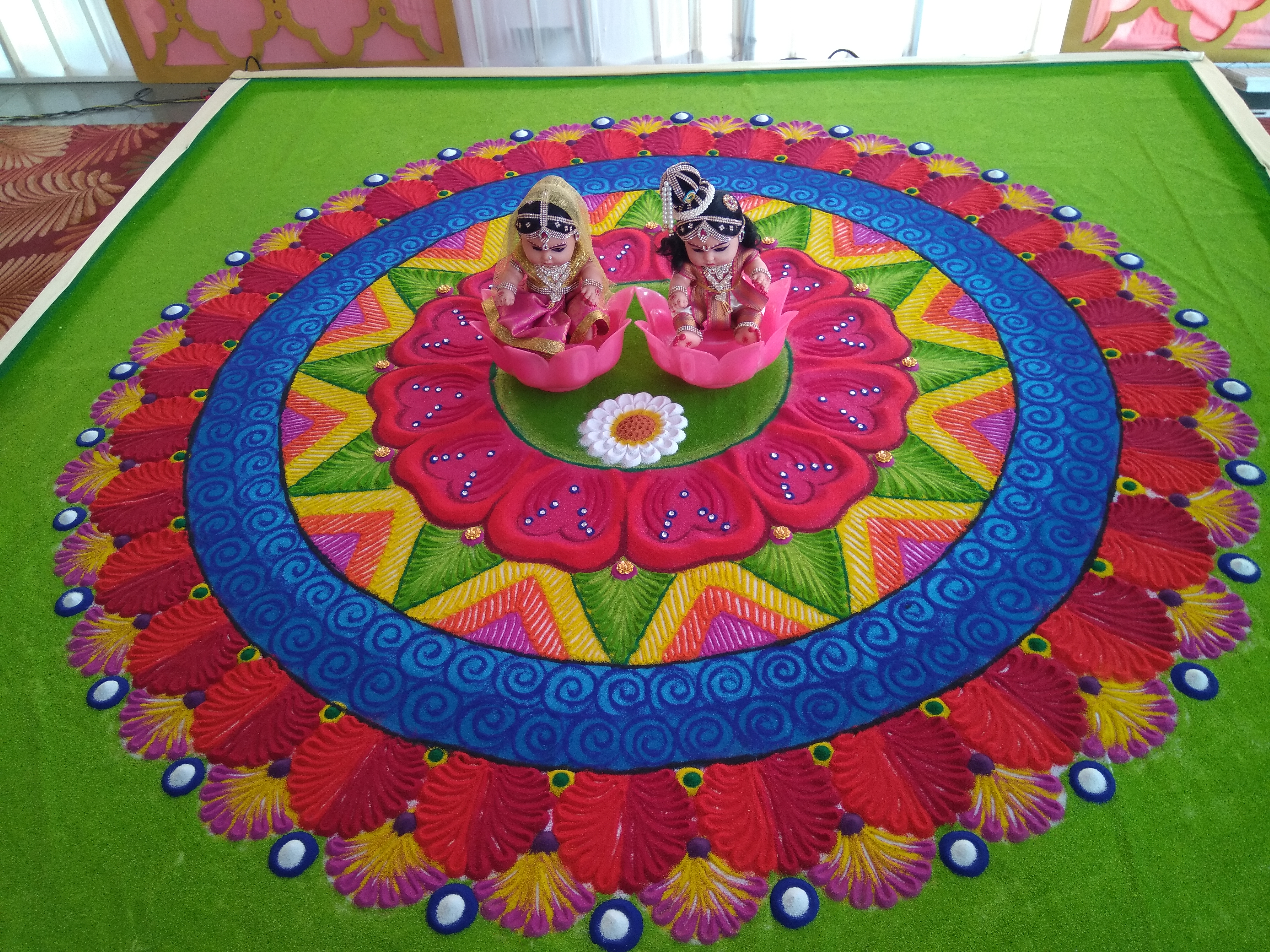
Ранголи украшен идолом Кришна и Радха

Ранголи, или альпона (рисунок-молитва) — нанесение орнамента на внешние стены дома — особенно вокруг входной двери — и на тщательно расчищенную и утрамбованную площадку перед входом в дом. У разных народов Индии типы этих рисунков различны, причем многие уходят корнями в глубочайшую древность, в те исторические эпохи, когда им приписывали магическое значение и наносили на землю возле алтарей и мест жертвоприношений. Можно проследить прямую связь некоторых из них с узорами на печатях и сосудах, найденных при раскопках в долине Инда.
Традиционно искусство создания орнаментов является женским ремеслом. Мастерицы начинают работу на рассвете: набрав в ладонь цветной порошок (обычно рисовую муку) и пропускают его узкими струйками между пальцами. Требуется достаточно быстро двигать кистью, чтобы на полу или земле получился тонкий и сложный орнамент. Иногда он бывает одноцветным, но чаще двух- и трёхцветным, и требуется огромный навык для того, чтобы вовремя зажать пальцы, и перекрыть, где нужно, струйки краски.
Сейчас продаются полые трубки с дырочками, расположенными в определённом порядке. В них насыпают красящий порошок и катят по асфальту. Узоры получаются кружевные, но все они имеют характер полос, тогда как настоящие традиционные альпона состоят из сложнейшего переплетения линий в квадрате, круге, звезде или любом другом контуре. Подобной техникой пользуются и тибетские монахи для создания песочных мандал.